# Reghin
Reghin (húngaro: Szászrégen o Régen; alemán: Sächsisch Regen) es una ciudad en el distrito de Mureş, en Rumanía. Cuenta con 29.742 habitantes, según el censo del año 2021.

## Historia
Reghin fue mencionada por primera vez en 1228, en una carta del rey húngaro Andrés II, como "Regun". Sin embargo, la evidencia de su ubicación estratégica y su sistema de defensa, sugieren que la ciudad fuese fundada unos años antes, posiblemente durante el reinado de Ladislao I.

## Demografía
Los grupos étnicos más importantes en Reghin son:
- Rumanos: 17 304 (58.18%)
- Húngaros: 5 607 (18.85%)
- Alemanes: 90 (0.30%)

## Ciudades hermanadas
- Ungheni, Moldavia
- Salle, Italia